# ناتاليا بارهومينكو
ناتاليا بارهومينكو (بالأوكرانية: Пархоменко Наталія Станіславівна) مواليد 21 مارس 1979 في كريفي ريه، هي لاعبة كرة يد أوكرانية تلعب كحارس مرمى. مثلت منتخب أوكرانيا لكرة اليد للسيدات.

## سجل المنافسة
شاركت في البطولات التالية:
- بطولة أوروبا لكرة اليد للسيدات 2012
- بطولة أوروبا لكرة اليد للسيدات 2014